# Lykkesholms Allé
Lykkesholms Allé er en gade på Frederiksberg i København, der går fra Gammel Kongevej i syd til Danasvej. Det er en sidegade med en blandet bebyggelse bestående af villaer og etageejendomme i forskellige størrelser.

## Historie
Området hvor gaden ligger blev på et tidspunkt erhvervet af komponisten Emil Horneman, der var blevet velhavende på sin musikforretning og gennem sit andet ægteskab. Han anlagde gaden omkring 1850. Den blev opkaldt efter landejendommen Lykkesholm, der lå et par kilometer derfra ved den nuværende Tesdorpfsvej. Til at begynde med hed gaden Lykkesholmsvej, men den blev omdøbt til Lykkesholms Allé i 1890. Horneman investerede også i den nærliggende Forlystelseshave Alhambra sammen med Georg Carstensen.
Den Praktiske Tjenestepigeskole lå på hjørnet af Lykkesholms Allé og Niels Ebbesens Vej. Den flyttede til nye faciliteter på Emiliegade i 1875. G.J.V. Bense drev en trælasthandel i gården bag nr. 11 fra omkring 1896 til 1904.

## Bygninger og beboere
Digteren og komponisten Erik Bøgh boede i nr. 3A fra 1891 til 1899. Siden 1936 har privatskolen Kaptajn Johnsens Skole holdt til her. Nr. 6 blev opført i 1905 efter tegninger af Ole Boye. Krogerup i nr. 7 er fra 1850. Her boede digteren H.V. Kaalund i de sidste år før sin død i 1885. Landskabsmaleren Gotfred Christensen boede skråt overfor i nr. 8 fra 1879 til 1888.
Amaliehåb i nr. 11 blev opført i 1852-1853 af de to tømrermestre Hasenjäger og Schütte. De opkaldte bygningen efter grundejeren, Amalie Jensen. Le Printemps i nr. 13 blev opført i 1870 efter tegninger af Vilhelm Dahlerup. Ved siden af i nr. 15 boede landskabsmaleren Harald Foss i mange år.
Jomsborg, et pensionat og kollegium for studerende, der fungerer som kollektiv, har siden 1944 haft til huse i nr. 12.